# François-Marie Picoté
François-Marie Picoté de Belestre, né le 17 novembre 1716 et mort le 30 mars 1793, s'est rendu célèbre pendant la guerre de la Nouvelle-France contre la Grande-Bretagne, comme étant un des derniers officiers français à résister aux troupes britanniques.
Picoté de Belestre a combattu les armées britanniques et américaines pendant 30 ans, dès 1745 de la Nouvelle-Écosse, jusqu’au Kentucky, la Louisiane, en passant par le Minnesota et le Michigan, et il fut le dernier commandant des armées de la Nouvelle-France à Fort Pontchartrain du Détroit (aujourd'hui Détroit). Il a ensuite rejoint les troupes britanniques des colonies britanniques et reconquit Fort Saint-Jean des forces américaines en 1775. Il fut colonel dans l’armée britannique avant de mourir.

## Biographie
François Marie Picote, sieur de Belestre II (prononcé "Bélètre" et parfois écrit Beletre, dit Monsieur de Bellêtre ou de Belêtre, Bellettre ou Bellestre par erreur d’écriture et évolution des mots) naquit à Lachine (au Québec) le 17 novembre 1716.
François de Belestre commence sa carrière militaire dans les troupes de la Marine des colonies de la Nouvelle-France, et sert dans la campagne de Chickasaw. Il fut rapidement promu au rang de second enseigne en 1741 et reprend Louisbourg aux Britanniques en 1746. Il est commandant du fort Saint-Joseph au Michigan ou Prairie du Rocher au Pays des Illinois en mai ou août 1747. En 1749, il est envoyé en France afin de rendre compte de la situation au ministre de la Marine.
De 1749 à 1759, on le charge de protéger et maintenir le commerce de la fourrure dans le Michigan. En 1751 il mène un raid punitif au "village de La Demoiselle" et fut envoyé en France de l'automne 1751 à 1752, pour soigner une plaie. Promus au rang de lieutenant, Il est de retour en 1752 sur le poste de Wabash.
En avril 1756, Belestre prend le commandement d’une troupe de 20 français, 150 Miami, Ouiatenon & Shawnee, dans la bataille du Fort Duquesne (Pittsburgh) pendant laquelle il est blessé au bras. Il commande avec les troupes de marine en 1757 un nouveau raid sur le Fort Anglais de Cumberland en Virginie, avec 12 français, 40 alliés natifs et 300 hommes. Mais ils furent attaqués sur le chemin du retour. Belestre fut capturé par Edmund Atkyn. Son neveu, Philippe Dagneau de la Saussaye, Saint-Ours et trois soldats français sont tués le 30 mai 1757.
Il fut interrogé en la présence du colonel George Washington et de George Croghan, Député de Sir William Johnson. Les archives ne disent pas s’il fut relâché ou s’il s’est échappé, mais il réussit à trouver son chemin vers Montréal dès l’automne 1757.
Puis, le 28 novembre, il mena ses troupes de la Marine - 300 soldats - et les Indiens de Québec vers Fort Frontenac (Kingston, Ontario), pour se diriger vers la vallée Mohawk et attaquer un camp allemand durant l'Attaque de German Flatts ou ils détruisent, tuent et font 150 prisonniers. La distance parcourue est difficile à imaginer. Ce dernier raid fut considéré comme une victoire considérable pour la France, par le fait que cette petite équipe avait réussi à pénétrer sans opposition dans ce qui est devenu New York, et à capturer de nombreuses denrées, chevaux et vaches qu’ils ramènent à Montréal.

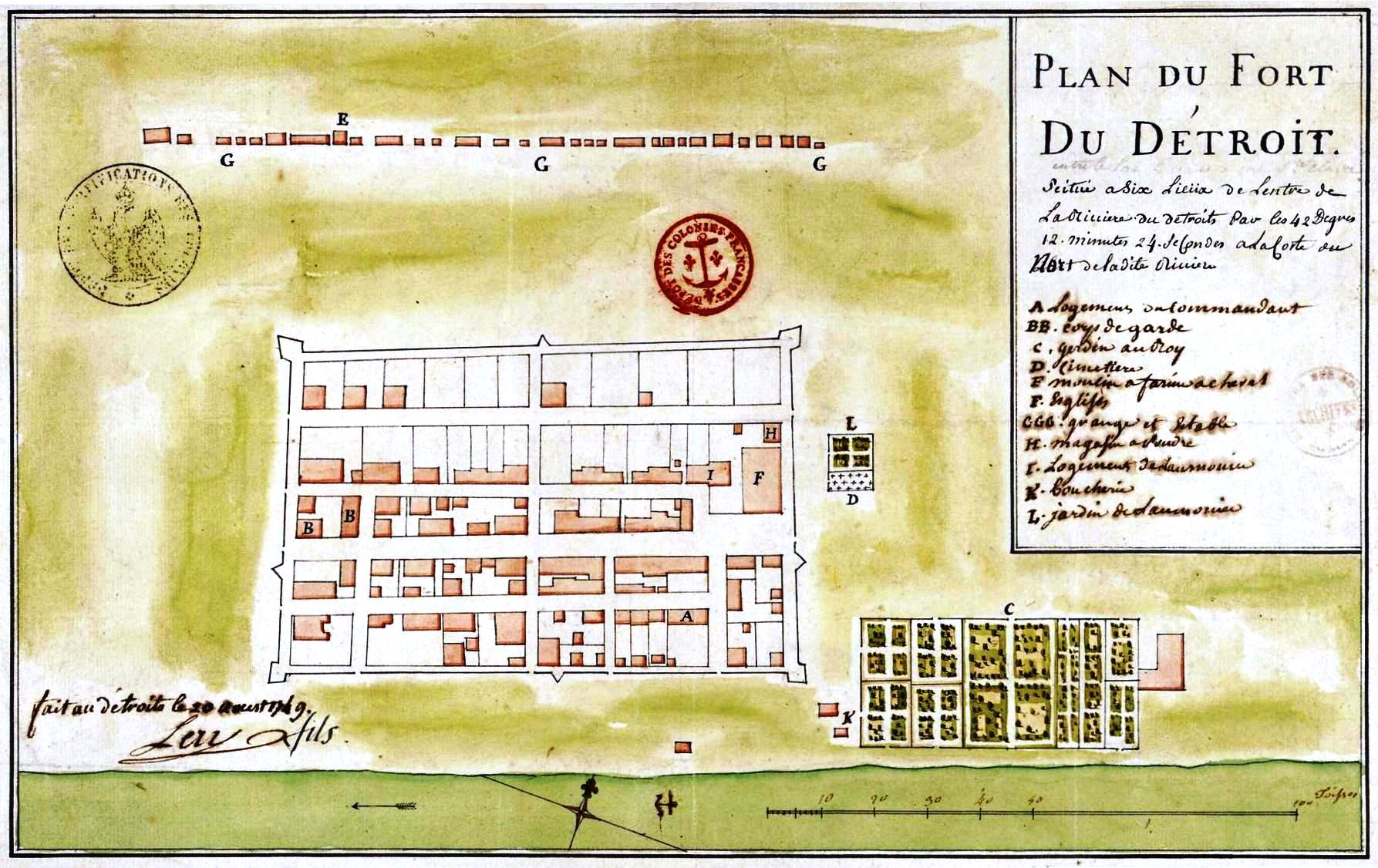
Le Fort Ponchartrain du Détroit, que commande François-Marie Picoté en 1758.

En 1758, Belestre devint le 13e commandant officiel du Fort Ponchartrain à Détroit, fondé en 1701 par son oncle Alphonse de Tonty avec l'aventurier français Antoine Laumet de La Mothe, sieur de Cadillac). Il fut ensuite promu capitaine, au commandement du fort (ceci à partir de 1758, pendant la guerre de Sept Ans.
Il est fait chevalier de Saint-Louis en janvier 1759, secondé de Pierre Passerat de La Chapelle. Lorsque la ville de Montréal fut prise par les troupes britanniques et que la France capitula, Détroit du également se rendre aux Britanniques, commandés par le Major Robert Rogers, après maintes manœuvres de résistance de la part de Belestre. Finalement, Belestre et les 35 prisonniers de guerre français furent envoyés à Philadelphie, escortés d’une garnison britannique dirigée par le lieutenant Holmes. Il est conduit en Grande-Bretagne, relâché puis rentre au Canada, en passant par la France. Bien que Belestre n’avait accueilli avec joie ni les troupes britanniques, ni la capitulation de Detroit, il fut déçu de l’abandon de la France qui conduisit à l’arrêt de sa carrière militaire française en 1760.
Il se réconcilia avec les Britanniques et fut nommé colonel de la couronne britannique à Québec. Il fut même, en 1763, membre du conseil législatif du Canada, ceci jusqu’à sa mort. Citoyen respecté du Québec, on dit qu’il vécut assez retiré. En 1767, il fit partie du grand jury dans l'affaire du marchand Thomas Walker. En 1775, pendant l'invasion américaine, il se porta volontaire à la défense du fort Saint-Jean, sur le Richelieu et fut fait prisonnier à Philadelphie. Il fut nommé « Grand voyer » de la province de Québec le 1er mai 1776 et lieutenant-colonel provincial le 12 juillet 1790. Assermenté comme membre du Conseil législatif le 17 août 1775, il devint membre du Conseil exécutif en 1784. Il fut décoré de la médaille de Sainte-Hélène et nommé conseiller législatif en 1792, il décède en fonction à Montréal, le 30 mars 1793, à l'âge de 76 ans et 4 mois. Il fut inhumé dans la paroisse Notre-Dame, le 2 avril 1793. Des archives relatent qu’il était à Paris le jour même de l’exécution de Louis XVI (à vérifier).
Le Traité de Paris, signé par la Grande-Bretagne, la France et l’Espagne le 10 février 1763, mettra un terme à la guerre de Sept Ans (1754-1763). La France céda le Canada et ses territoires de l’est du Mississippi à la Grande-Bretagne, et l’Espagne donna la Floride à la Grande-Bretagne. La France garda les îles de Saint-Pierre-et-Miquelon dans le Golfe du Saint-Laurent.

## Sa famille
Sa famille faisait partie de la noblesse de la Nouvelle-France, et s'était établie dans la vallée du Saint-Laurent, principalement à Montréal.

### Parents
Son père qui porte le même nom, François-Marie Picoté (1677-1729), sieur de Belestre I, naquit à Montréal et fut également officier dans les troupes de la Marine. Sa mère était née Marie-Catherine Trottier des Ruisseaux de Beaubien (1681-1731).

### Ancêtres
François Marie Picoté est intégré dans la bourgeoisie de Nouvelle-France. Il est le petit-fils de Pierre Picoté de Belestre (né vers 1636 à Paris, fils de François Picoté et Perrine Lambert) et Marie Part (née vers 1638 à Paris, décédée le 3 novembre 1684, inhumée à Québec). Mariés vers 1655 à Paris (Saint-André-des-Arts), ils sont les premiers de la lignée à partir au Canada. Pierre Picoté de Belestre, émigrant en Nouvelle-France en 1659, deviendra chef de la défense de Montréal contre les Iroquois aux côtés de Charles Le Moyne dans les années 1660.
François Marie Picoté de Belestre est, avec son ami Charles Le Moyne, l'un des chefs militaire de la ville de Montréal lorsque celle-ci, encore naissante est menacée par les Iroquois.
François Marie Picoté et Marie Part auront pour enfants :
1. François Marie Picoté, marié à Montréal en 1709 avec Françoise Boutier, puis marié à Montréal en 1714 avec Marie Catherine Trottier dit Desruisseaux.
2. Françoise Picoté (née vers 1659 à Paris en France), mariée en 1687 à Montréal avec Jacques Maleray de la Mollerie.
3. Geneviève Jeanne Picoté, qui eut une aventure retentissante avec le grand héros canadien Pierre LeMoyne d'Iberville (fils de Charles Le Moyne.
4. Hélène (née vers 1655, morte en 1701, inhumée à Montréal), mariée à Montréal en 1676 avec Antoine Lafrenaye de Brucy, puis mariée à Sainte-Anne-de-Bellevue en 1686 avec Jean-Baptiste Céloron de Blainville.
5. Marie Anne Picoté (née vers 1674, mort en 1714, inhumée à Montréal), mariée à Montréal en 1689 avec Alphonse de Tonty de Paludy. Tonty sera l'un des fondateurs de Détroit et sa femme sera la première femme de Détroit ().

### Descendance
Le 28 juillet 1738, François-Marie Picoté de Belestre se marie dans la paroisse Notre-Dame de Montréal à Marie-Anne Nivard Saint-Dizier, fille de Pierre Nivard Saint-Dizier.
Ils auront six enfants. François -Louis (né en 1739) (dit Joachime Coulon de Villiers en 1762 à Fort Chartres), Marie-Joseph (née en 1741), Étienne (né en 1742), François-Xavier (né en 1743), Anne (née en 1746) et Marie-Archange (née en 1748).
Dans la même paroisse, le 29 janvier 1753, Belestre épouse Marie-Anne Magnan, dit L'Espérance, fille de Jean-Antoine Magnan, dit L'Espérance.
On retrouve la descendance du Sieur Picote de Belestre à Montréal, dans le Michigan, et d’autres États américains ainsi qu’en France, à Châteaubriant, à Dinan, à Paris, dans l'Allier et le Cher.

#### Biographies
- Biographie sur le site de l'Assemblée nationale du Québec

- Ressource relative à plusieurs domaines :   - Répertoire du patrimoine culturel du Québec
- Notice dans un dictionnaire ou une encyclopédie généraliste :   - Dictionnaire biographique du Canada

#### Éléments biographiques
- Reconstitution des troupes de F-M Picoté : "Les Marines de Belletre"
- F M Picoté dans les Archives de l'Indiana
- F M Picoté et la bataille de German Flats
- F M Picoté dans l'Histoire de Detroit
- History Archives

#### Autres
- Source